# Bezirk Reichenberg (Königreich Böhmen)
Der Bezirk Reichenberg (tschechisch Okresní hejtmanství Liberec, politický okres Liberec) war ein Politischer Bezirk im Königreich Böhmen. Der Bezirk umfasste Gebiete im Norden Böhmens im Okres Liberec. Sitz der Bezirkshauptmannschaft war die Stadt Reichenberg (Liberec). Das Gebiet gehörte seit 1918 zur neu gegründeten Tschechoslowakei und ist seit 1993 Teil Tschechiens.

## Geschichte
Die modernen, politischen Bezirke der Habsburgermonarchie wurden 1868 im Zuge der Trennung der politischen von der judikativen Verwaltung geschaffen.
Der Bezirk Reichenberg wurde 1868 aus Gerichtsbezirken Kratzau (tschechisch: soudní okres Chrastava) und Reichenberg (Liberec) gebildet.
Im Bezirk Reichenberg lebten 1869 62.115 Personen, wobei der Bezirk ein Gebiet von 5,3 Quadratmeilen und 43 Gemeinden umfasste.
1900 beherbergte der Bezirk 84.208 Menschen, die auf einer Fläche von 314,09 km² bzw. in 56 Gemeinden lebten.
Der Bezirk Reichenberg umfasste 1910 eine Fläche von 314,08 km² und beherbergte eine Bevölkerung von 93.662 Personen. Von den Einwohnern hatten 1910 85.339 Deutsch als Umgangssprache angegeben. Weiters lebten im Bezirk 6.268 Tschechischsprachige und 2.055 Anderssprachige oder Staatsfremde. 80 % der Tschechischsprachigen lebten dabei im Gerichtsbezirk Reichenberg. Zum Bezirk gehörten zwei Gerichtsbezirke mit insgesamt 56 Gemeinden bzw. 60 Katastralgemeinden.